# Tannhäuser (Wollheim)
Tannhäuser und die Prügelei auf Wartburg, auch Tannhäuser und die Keilerei auf der Wartburg, ist eine Opernparodie von Hermann Wollheim nach der Oper Tannhäuser und der Sängerkrieg auf der Wartburg von Richard Wagner. Die Parodie wurde erstmals für einen Hoftag des Breslauer Corps „Silesia“ im Jahre 1852 aufgeführt.

## Inhalt
Im Venuskeller feiern die Nymphen mit Venus und Tannhäuser. Da hört dieser plötzlich von oben ein Studentenlied und voll Heimweh flieht er aus Venus’ Armen:
„O tönet fort, ihr süßen Wonnelieder,
Die Thräne quillt – die Kneipe hat mich wieder!“ (Erster Akt, erste Scene)
Verzweifelt bleibt Venus zurück, getröstet von ihren Nymphen, während oben auf der Erde der Hirt den Pilgern, die nach Grüneberg wallfahren, ein Abschiedsständchen bringt. Der Landgraf entdeckt den schlafenden Tannhäuser, den er für tot gehalten hat, begrüßt ihn freudig und lädt ihn auf die Wartburg ein, wo Elisabeth sehnsüchtig wartet:
„Das Frühstück lacht, sie wird es Euch versüßen,
Mit ihren best gedämpften Kälberfüßen.“ (Erster Akt, zweite Scene)
Die beiden Liebenden treffen zusammen, der Landgraf befiehlt den Beginn des Sängerwettstreites. Zuerst singt Wolfram ein schwärmerisches Lied (Eduard und Kunigunde, siehe Werksgeschichte), da unterbricht ihn Tannhäuser zur allgemeinen Empörung mit einem deftigen Liebeslied über seine Erlebnisse in der Unterwelt:
„Wollt Ihr der Liebe Glück mit Löffeln fressen,
Wohlan, so geht und kneipt im Venusberg!“ (Zweiter Akt, dritte Scene)
Die Anwesenden wollen Tannhäuser verprügeln, doch Elisabeth schützt ihn. Sie trägt ihm auf, mit den büßenden Bummlern (Tagedieben) nach Grünberg zu ziehen und dort so lange vom sauren Wein zu trinken, bis er geläutert ist:
„[…] Mit jenen Bummlern, die in großen Haufen
Nach Grünberg geh'n, die Sünden abzusaufen.“ (Dritter Akt, vierte Scene)
Elisabeth will sich aus Sehnsucht nach Tannhäuser umbringen, auch der in sie verliebte Wolfram kann sie nicht umstimmen. Mit den heimkehrenden Pilgern kommt Tannhäuser – als Einziger hat er den sauren Wein vertragen und konnte deshalb nicht absolviert werden. Er beschließt, wieder in den Venuskeller zurückzukehren. Schon öffnet sich das heimliche Tor nach unten, da bringt man Elisabeths Leiche auf einer Bahre. Dies erschüttert Tannhäuser so sehr, dass er ebenfalls stirbt:
„Ich folge Dir, Geliebte, in die Gruft,
Und Dich, Frau Venus, setz' ich an die Luft!“ (Vierter Akt, vierte Scene)
Doch da erscheint Venus und erweckt die beiden wieder zum Leben, denn wahre Liebe rührt sie tief. Freudig gibt der Landgraf die Verlobung bekannt:
„Als Verlobte empfehlen sich:
Lieschen Pietsch und Herr Heinrich Gottlieb Tannhäuser.“ (Vierter Akt, fünfte Scene)

## Werksgeschichte
Der Breslauer Arzt Hermann Wollheim verfasste für einen Hoftag der Studentenverbindung „Silesia“, wo er Senior war, eine Parodie auf Richard Wagners Oper Tannhäuser und der Sängerkrieg auf der Wartburg unter dem Titel Tannhäuser, Opern-Posse (Parodie). Die Uraufführung fand 1852 bei diesem Hoftag statt. Das Stück wurde 1854 unter dem Titel Tannhäuser und die Prügelei auf der Wartburg und 1856 in veränderter Fassung als Tannhäuser und die Keilerei auf der Wartburg bei Grass, Barth & Co. in Breslau gedruckt und vom Theater-Commissionsgeschäft H. Michaelson in Berlin verlegt.
Die letzte Fassung von 1856 war die Vorlage für die Wiener Parodie auf Wagners Oper unter dem Titel Tannhäuser, welche 1857 in Wien uraufgeführt wurde. Sie wird von den modernen Literaturhistorikern Johann Nestroy zugeschrieben, was allerdings früher eher umstritten war.
Wollheim hatte sich ziemlich genau an Wagners vorgegebenen Handlungsablauf und Sinn des Textes gehalten, wenn auch parodistisch stark verfremdet. Eigene Ergänzung waren eine wesentlich längere Abschiedsszene im Venusberg, sowie die Arien für Elisabeth zu Beginn des dritten und vierten Aktes, die bei Wagner keine Entsprechung hatten. Auch gibt es in der Oper kein „Happy End“, während Wollheim Venus am Schluss als Deus ex machina auftauchen lässt, die die Liebenden wieder zum Leben erweckt. Der Hinweis auf Grünberg – heute Zielona Góra in Polen – als Pilgerziel an Stelle von Wagners Romfahrt, nennt einen Ort, der trotz seiner nördlichen Lage Weinbau betrieb; allerdings wurde der dortige Wein von Zeitgenossen als sehr sauer bezeichnet (worauf Elisabeth als „Strafmaßnahme“ für die Bummler anspielt).
Die Musik wurde für Wollheims Parodie von einem unbekannten Komponisten verfasst. Eine Anleihe aus Nestroys Zauberposse Der böse Geist Lumpacivagabundus (1833) war der damals populäre Gassenhauer Eduard und Kunigunde, den Wolfram beim Sängerwettstreit vorträgt.
In neuerer Zeit wird Wollheims Parodie nicht mehr gespielt, allerdings wird der Titel Tannhäuser oder/und die Keilerei auf der Wartburg sehr häufig für Nestroys Parodie verwendet und dabei auch manchmal auf Wollheims Stück als Vorlage hingewiesen.

## Regieanweisungen
Da Wollheim das Stück eigentlich nicht für einen professionellen Theaterbetrieb geschrieben hatte, gab er dem Manuskript ausführliche Regie- und Kostümanweisungen bei. Er merkte als Einleitung an:
„Die Posse dankt ihre Entstehung einem Gelegenheitsfeste und dem laut gewordenen Verlangen mehrerer Theaterverwaltungen, ihnen das Stück zugänglich zu machen.“
Wollheim schlug dem Regisseur vor, dem ersten Komiker die Rolle des Pietsch, dem Bonvivant (erster Liebhaber) die des Tannhäuser zu geben, die Damenrollen sollten zur „Erhöhung des komischen Effektes“ von Männern gespielt werden.
Auch der Garderobier erhielt exakte Anweisungen, wie die Kostüme zu gestalten wären:
- Tannhäuser trete stets im studentischen Wichs in der Pikesche auf, mit Schnurr- und Knebelbart
- Pietsch trage fürstliches Ornat mit übertriebenem Schmuck und Orden
- Wolfram benötige Wasserstiefel mit Riesensporen und einen Stuartkragen
- Walther mit Frack, weißen Pantalons (lange Männerhose), Vatermörder, Brille und Zigarre
- Venus ein weißes Kleid mit Schürze, Blumen im Haar und am Busen, goldener Sternenreif um die Stirn
- Elisabeth habe eine Hermelin-verbrämte Rokoko-Robe zu tragen, in der 4. Szene des 4. Aktes altmodisch-bürgerliches Kleid, Zipfeltuch und Pompadourbeutel, in der letzten Szene sei sie eine weißgekleidete Leiche mit riesiger Nachthaube
- Die Nymphen müssten in kurzen Florkleidern auftreten, mit langen Locken und Blumen im Haar, manche als Flaschen (!) verkleidet – „halb mythologisch, halb komisch“

## Spätere Interpretationen
Otto Rommel schreibt über Wollheims Werk, dem er allerdings großen Publikumserfolg einräumt, es sei hauptsächlich eine Parodie von Wagners Musik. Er nennt das Stück eine „ulkige Bieroper, deren Geist der ‚höhere Blödsinn‘ war“ und kritisiert die „geschmacklosen Weitschweifigkeiten (Abschied der Venus, Sängerkrieg)“.
Auch Helmut Ahrens bezeichnet den Tannhäuser als schlichten musikalischen Spaß von Wollheim.
Bei Max Bührmann ist zu lesen, dass „von einem Verspotten der Wagnerschen Musik […] ebensowenig wie von einem Verspotten des Textes“ zu spüren sei. Das Wollheimsche Produkt wäre lediglich ein Unterhaltungsstück für einen übermütigen studentischen Bierabend.

## Text
- Tannhäuser, oder, die Keilerei auf der Wartburg. Grosse sittlich-germanische Oper mit Gesang und Musik in vier Aufzügen, Hoyerswerda 1856 Digitalisat